# Coupe du monde de cyclo-cross 1998-1999
Navigation
1997-1998 1999-2000
La 6e édition de la coupe du monde de cyclo-cross s'est déroulée entre les mois de novembre 1998 et janvier 1999. Elle comprenait six manches disputées par les hommes. Le classement général a été remporté par le Belge Mario De Clercq.

## Résultats
| #  | Lieu       | Date        | Vainqueur           | Deuxième        | Troisième          |
| -- | ---------- | ----------- | ------------------- | --------------- | ------------------ |
| 1. | Eschenbach | 8 novembre  | Richard Groenendaal | Sven Nys        | Beat Wabel         |
| 2. | Tábor      | 21 novembre | Sven Nys            | Daniele Pontoni | Mario De Clercq    |
| 3. | Leudelange | 6 décembre  | Daniele Pontoni     | Marc Janssens   | Mario De Clercq    |
| 4. | Coxyde     | 20 décembre | Mario De Clercq     | Bart Wellens    | Adrie van der Poel |
| 5. | Zeddam     | 9 janvier   | Thomas Frischknecht | Mario De Clercq | Marc Janssens      |
| 6. | Nommay     | 17 janvier  | Adrie van der Poel  | Daniele Pontoni | Mario De Clercq    |

## Classement final
|    | Coureur             | Pays     | Pts |
| 1  | Mario De Clercq     | Belgique | 206 |
| 2  | Daniele Pontoni     | Italie   | 189 |
| 3  | Sven Nys            | Belgique | 177 |
| 4  | Adrie van der Poel  | Pays-Bas | 151 |
| 5  | Marc Janssens       | Belgique | 138 |
| 6  | Richard Groenendaal | Pays-Bas | 132 |
| 7  | Radomir Simunek     | Tchéquie | 106 |
| 8  | Erwin Vervecken     | Belgique | 103 |
| 9  | Wim de Vos          | Pays-Bas | 93  |
| 10 | Peter Van Santvliet | Belgique | 90  |